# ヨハン・テオリン
ヨハン・テオリン（Johan Theorin、1963年 - ）は、スウェーデンのジャーナリスト・推理作家。ヨーテボリ生まれ。
2007年、『黄昏に眠る秋』（原題：Skumtimmen ）でデビュー、同年のスウェーデン推理作家アカデミー賞の最優秀新人賞を受賞。翌2008年に発表した『冬の灯台が語るとき』（原題：Nattfåk ）で、同賞の最優秀長編賞と北欧で最も優れたミステリ作品に与えられるガラスの鍵賞、更にCWA賞のインターナショナル・ダガー賞を受賞する。
デビュー作に始まる作品群は、幼い頃から毎年夏期を過ごしていた母方の一族の出身地であるバルト海のエーランド島を舞台としており、そこで聞いた幽霊譚や民話を作品のモチーフにしている。
学生時代に2年間、アメリカ合衆国のミシガン州とヴァーモント州に住んでいたことがある。

## 作品リスト
エーランド島四部作
| # | 邦題               | 原題       | 刊行年 | 刊行年月  | 出版社   | 訳者     | ISBN                   |
| - | ------------------ | ---------- | ------ | --------- | -------- | -------- | ---------------------- |
| 1 | 黄昏に眠る秋       | Skumtimmen | 2007年 | 2011年4月 | 早川書房 | 三角和代 | ISBN 978-4-15-001846-7 |
| 2 | 冬の灯台が語るとき | Nattfåk    | 2008年 | 2012年2月 | 早川書房 | 三角和代 | ISBN 978-4-15-001856-6 |
| 3 | 赤く微笑む春       | Blodläge   | 2010年 | 2013年4月 | 早川書房 | 三角和代 | ISBN 978-4-15-001870-2 |
| 4 | 夏に凍える舟       | Rörgast    | 2013年 | 2016年3月 | 早川書房 | 三角和代 | ISBN 978-4-15-001905-1 |

その他の長編
- Sankta Psyko (2011)

短編集
- På stort alvar (2012)

## 受賞
- 『黄昏に眠る秋』（原題：Skumtimmen ）
  - スウェーデン推理作家アカデミー賞 最優秀新人賞（2007年）
  - CWA賞 ニュー・ブラッド・ダガー（最優秀新人）賞（2009年）
- 『冬の灯台が語るとき』(原題：Nattfåk ）
  - スウェーデン推理作家アカデミー賞 最優秀長編賞（2008年）
  - ガラスの鍵賞（2009年）
  - CWA賞 インターナショナル・ダガー賞